# Outremer Telecom
Outremer Telecom est une entreprise française de télécommunications active dans l'Outre-mer français, où elle opère principalement sous les marques Numericable Outremer et SFR Caraïbe. Elle comptait, au 31 décembre 2008, un total de 451 142 abonnés sur un marché d'environ deux millions d'habitants.

## Histoire
Créé en 1986 sous le nom d'Informatique et Télématique, abrégé en Infotel, le groupe est rebaptisé de son nom actuel en 2000. Les produits sont commercialisés sous la marque Only à partir de 2006. Le groupe est introduit en bourse à Paris en 2007. Le déploiement des réseaux est achevé en 2010.
En 2013, le groupe Altice, qui possédait déjà Numéricable en France et outremer, en prend le contrôle. Les offres internet et téléphonie fixe de Only sont jumelées aux offres Numericable Outremer.
Fin 2014, le groupe Altice, prend également le contrôle de SFR et Outremer Telecom est contraint de vendre les activités mobiles de sa filiale Telco OI (Only) dans l'Océan Indien (à Mayotte et à la Réunion) pour cause de position dominante et à la demande de l'Autorité de la concurrence. L'opérateur de télécommunications malgache TELMA filiale du groupe Hiridjee, est retenu comme acquéreur et la vente est finalisée et validée par les autorités de la concurrence française en juin 2015.
En avril 2015, toujours à la suite de l'acquisition de SFR par sa maison-mère Altice, les deux sociétés se rapprochent et Outremer Telecom commercialise désormais ses offres sous la marque SFR Caraïbe.
Depuis 10 ans, SFR Caraïbe développe ses activités en proposant le meilleur de la technologie comme la 5G ou la Fibre à ses clients particuliers comme professionnels.